# Port Talbot Town Football Club
Port Talbot Town F.C. é uma equipe galesa de futebol com sede em Port Talbot. Disputa a primeira divisão do País de Gales (Campeonato Galês de Futebol).
Seus jogos são mandados no Victoria Road, que possui capacidade para 3.000 espectadores.

## História
O Port Talbot Town F.C. foi fundado em 1901.